# Абросово (Ивановская область)
Абросово — деревня в Верхнеландеховском районе Ивановской области. Входит в Кромское сельское поселение. Расположена на реке Таех. Расстояние до районного центра (посёлок Верхний Ландех) — 7,5 км.

## Население
| 1859 | 1905 | 2010 |
| ---- | ---- | ---- |
| 171  | ↗237 | ↘14  |